# Jan Zdeněk Bartoš
Jan Zdeněk Bartoš (4. června 1908 Dvůr Králové nad Labem – 1. června 1981 Praha) byl český hudební skladatel a pedagog hudební teorie.

## Život
Jan Zdeněk Bartoš se od dětství učil hrát na housle. Nejprve však jako šestiletý získal první veřejný úspěch ve zpěvu a hře na klavír. Jako houslista působil od 14 let. Absolvoval dvouletou obchodní školu (kvůli rodičům) a nastoupil profesní dráhu úředníka. Vedle toho však studoval hru na housle u Karla Huršla v Hradci Králové. Hudební praxi získal jako houslista v řadě orchestrů. V 18 letech ho otec zplnoletnil, aby mohl získat licenci k založení vlastního hudebního souboru, byl i hudebníkem kočovné divadelní společnosti. Později vstoupil se svým souborem do služeb francouzské námořní společnosti Messageries Martimes se sídlem v Marseille a v letech 1929–1931 byl zaměstnán jako koncertní mistr. Na jejích lodích procestoval Středozemní moře, Indii, Dálný východ, Afriku, a dostal se i na Madagaskar.
Po krátkém působení v Paříži se vrátil domů a doplňoval si hudební vzdělání. Od roku 1933 studoval skladbu na odborné škole pro hudební pedagogy při Uměleckém sdružení českých učitelek hudby v Praze u Františka Píchy a Metoda Doležila. V letech 1935–1939 pokračoval na Pražské konzervatoři pod vedením Otakara Šína a Jaroslava Řídkého a poté na mistrovské škole u Jaroslava Křičky, jíž absolvoval v roce 1943. Hrál mimo jiné v Symfonickém orchestru hlavního města Prahy FOK. Dále působil jako houslista, ale
Během druhé světové války se ale začal zároveň věnovat i pedagogické činnosti. Od roku 1941 vyučoval hudební výchovu na pražských středních školách v Praze a počínaje rokem 1943 připravoval své studenty ke státním zkouškám z hudby na dvouletém hudebním pedagogiu Uměleckého sdružení českých učitelek hudby. Hrál v symfonických orchestrech (např. Symfonický orchestr hlavního města Prahy FOK, Šaškova filharmonie) i v divadelních hudebních tělesech (např. Valentova kočující společnost na Moravě, Tylovo divadlo v Praze-Nuslích, Velká opereta v Praze).
V roce 1945 začal pracovat na ministerstvu školství a kultury, věnoval se i mládežnickým orchestrům, byl uměleckým vedoucím hudebního souboru Motorletu v Jinonicích a postupně se začal prosazovat i jako skladatel. V roce 1956 se stal vedoucím hudebního odboru Ministerstva školství a kultury. V roce 1958 začal vyučovat na Pražské konzervatoři a stal se profesorem skladby a hudební teorie. Mezi jeho žáky patřili např. Otomar Kvěch, Juraj Filas nebo Jiří Gemrot. Pedagogické činnosti se věnoval až do konce života. Mezitím v roce 1959 odešel z ministerstva a stal se hlavním redaktorem (šéfredaktorem) Státního nakladatelství krásné literatury, hudby a umění (1959–1962). Později se věnoval pouze výuce na konzervatoři a skladatelské činnosti. V 70. letech byl rovněž předsedou pražské Mozartovy obce. Vedle hudby napsal i knihy O hudebních formách (1960), Hudba volá SOS (1969) a Breviář posluchače hudby (1983).

## Ocenění a připomínky
Roku 1955 dostal vyznamenání Za vynikající práci za skladatelské dílo a v roce 1973 byl jmenován zasloužilým umělcem. V roce 1968 obdržel u příležitosti svých 60. narozenin čestné občanství ve svém rodném Dvoře Králové nad Labem. Diplom si převzal na slavnostním koncertě v Hankově domě dne 13. června 1968.
V neděli 10. června 2018 byla u příležitosti 110. výročí jeho narození a 50 let od jeho jmenování čestným občanem města slavnostně odhalena Bartošova pamětní deska na jeho rodném domě v Hlávkově ulici ve Dvoře Králové nad Labem.

## Dílo

### Jevištní díla
- Král manéže (Baletní pantomima o 14 scénách)
- Hanuman (balet podle Svatopluka Čecha 1941)
- Mirella (balet, 1956)
- Prokletý zámek (opera o 1 jednání, 1951, libreto Zdeněk Lorenc, premiéra 3. června 1951 Divadlo Zdeňka Nejedlého v Ústí nad Labem)
- Útok na nebe (opera o 4 jednáních, 1955, libreto podle hry Jindřicha Zpěváka Pařížská komuna, neprovedeno)
- Je libo ananas? (opereta, 1956)
- Rýparka (lidová zpěvohra)

### Orchestrální skladby
- Symfonie č.1 pro velký orchestr, op.65 (1952)
- Symfonie č.2 pro komorní orchestr, op.78 (1956–1957)
- Symfonie č.3 pro smyčcový orchestr (1964–1965)
- Symfonie č.4, Koncertantní symfonie pro oboe d'amore a smyčcový orchestr (1968)
- Symfonie č.5
- Symfonie č.6 pro dechový kvartet a smyčcový orchestr (1974)
- Symfonie č.7 (1977)
- Introdukce a rondo pro housle a orchestr, op.13 (1937)
- Concertino pro fagot a orchestr, op.34 (1943)
- Staří přátele, Koncertantní suita pro violu, kontrabas a 9 dechových nástrojů (1964)
- Concerto da camera pro violu a smyčcový orchestr (1970)
- Koncert pro housle a smyčcový orchestr (1972)
- Concerto per Due Boemi pro basklarinet, klavír a smyčcový orchestr (1975)
- Koncert pro trio pro housle, violu, violoncello a smyčcový orchestr (1975)
- Sonáta pro trombon, 12 smyčců a klavír (1978)
- Capriccio concertante pro hoboj a komorní orchestr (1979)

### Komorní hudba
- Malá suita ve starém slohu (1935)
- Partita pro violu, op.36 (1944)
- 11 smyčcových kvartetů
- Sonatina pro violu a klavír, op.46 (1947)
- Duetto pro 2 housle, op.60 (1951)
- Elegie pro violoncello a klavír (nebo varhany) (1952)
- Divertimenta pro dechové nástroje
- Klavírní kvartet, op.81
- Trio pro housle, violu a harfu (1961)
- Preludia (Preludes) pro flétnu a klavír (1963)
- Musica piccola, Suita (1964)
- Trio pro housle, violu a violoncello, op.123 (1967)
- Miniatury pro violoncello a klavír (1970)
- Adagio, elegiaco a rondo pro lesní roh a klavír (1974)
- 2 nonety
- Klavírní tria
- Deset skladbiček pro 3 zobcové flétny (1976)
- Fantazie pro violu sólo (1980)

### Klavírní skladby
- Dvouhlasé invence, op.5
- Maličkosti (1947)
- Sonáta č.1 (1956)
- Sonáta č.2 „Giocosa“, op.82 (1959)

### Vokální skladby
- Kmotr Váňa (kantáta na slova Jana Nerudy)
- Běžec míru (kantáta – oceněno na olympiádě v Londýně r. 1948)
- Krásná země (kantáta – 1949)
- V míru žít (kantáta – 1951)
- Tractatus pacis (kantáta - 1973)
- Z podkrkonošského špalíčku (1973)
- Meditace na Štursova "Raněného" pro mezzosoprán a smyčcový orchestr (nebo smyčcový kvartet), op.76 (1956)
- Dětem (To Children), písňový cyklus na slova Zdeňka Kriebla pro soprán a klavír (1972)
- Píseň domova pro smíšený sbor (1969)

a řada dalších písní, písňových cyklů a sborů, scénická hudby, hudba pro rozhlasové pořady. Komponoval i hudbu zábavnou a taneční.